# Isaiah Stewart
Isaiah Stewart II (Rochester, Nueva York, 22 de mayo de 2001) es un baloncestista estadounidense que pertenece a la plantilla de los Detroit Pistons de la NBA. Con 2,03 metros de estatura, juega en la posición de ala-pívot o pívot.

## Trayectoria deportiva

### Universidad

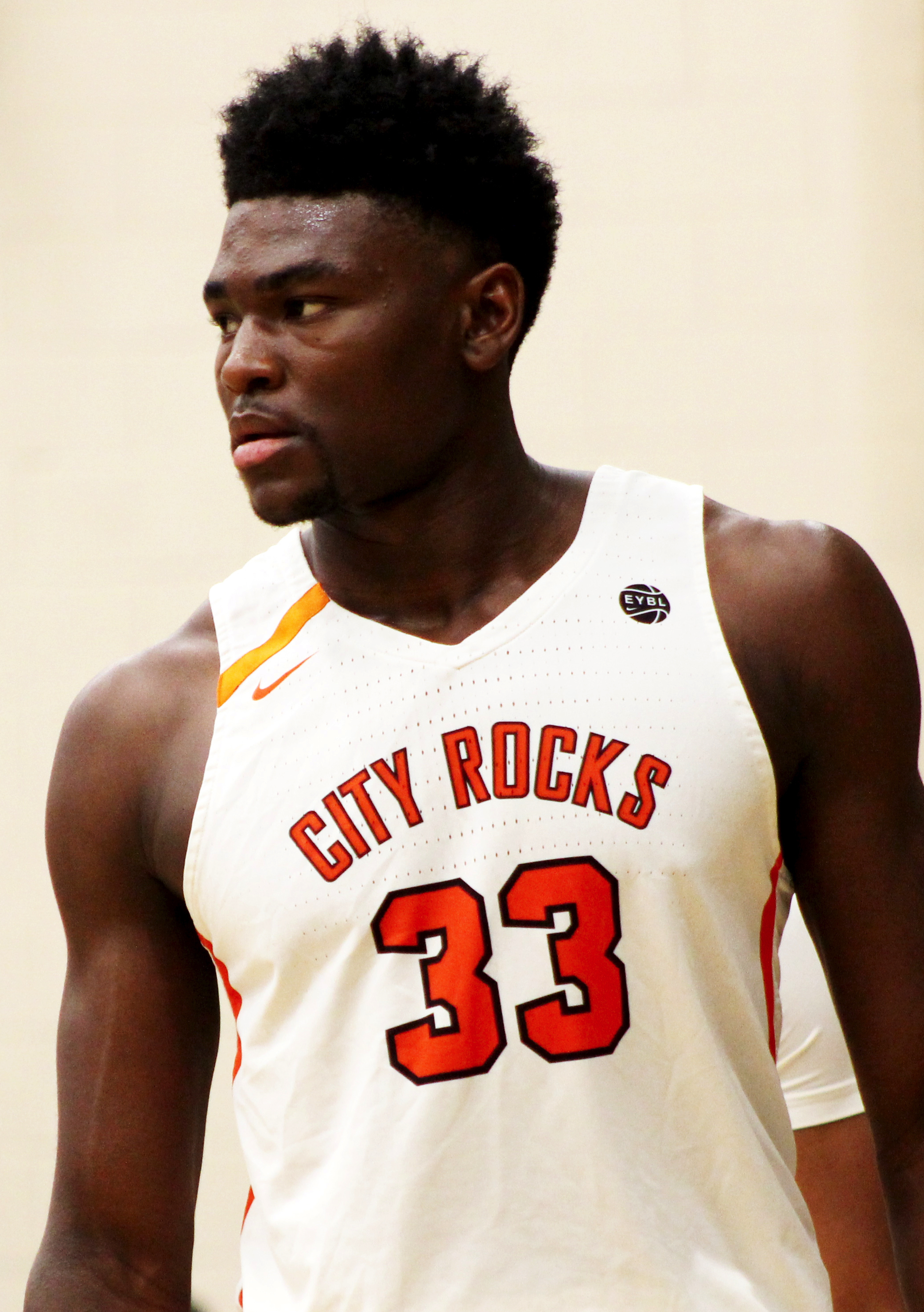
Stewart en julio de 2018.

Tras participar en su etapa de instituto en los prestigiosos McDonald's All-American Game, Jordan Brand Classic y Nike Hoop Summit, jugó una temporada con los Huskies de la Universidad de Washington, en la que promedió 17 puntos, 8,8 rebotes y 2,1 tapones por partido. Al término de la temporada fue incluido en el mejor quinteto freshman de la Pac-12 Conference, y en el mejor quinteto absoluto de la conferencia.
El 1 de abril de 2020 se declaró elegible para el Draft de la NBA, renunciando a los tres años de universidad que le quedaban.

#### Estadísticas
| Año     | Equipo     | PJ | PT | MPP  | %TC  | %3P  | %TL  | RPP | APP | ROB | TPP | PPP  |
| ------- | ---------- | -- | -- | ---- | ---- | ---- | ---- | --- | --- | --- | --- | ---- |
| 2019–20 | Washington | 32 | 32 | 32.2 | .570 | .250 | .774 | 8.8 | .8  | .5  | 2.1 | 17.0 |

### Profesional
Fue elegido en la decimosexta posición del Draft de la NBA de 2020 por los Detroit Pistons.
Al comienzo de su segundo año, el 21 de noviembre de 2021, ante Los Angeles Lakers, fue golpeado en el ojo por LeBron James, se produjo una refriega y ambos jugadores fueron expulsados.
A finales de septiembre de 2022 se anuncia la extensión de su contrato con los Pistons. El 30 de octubre consigue 24 puntos ante Golden State Warriors. Y en julio de 2023 se hace oficial su nuevo contrato por cuatro años y $64 millones.
Durante su cuarta temporada en Detroit, el 14 de febrero de 2024 antes del comienzo del encuentro ante Phoenix Suns propina un puñetazo a Drew Eubanks, jugador de los Suns, mientras se encontraban en el túnel de vestuarios. Motivo por cual fue arrestado, llevado a declarar a instancias policiales y puesto en libertad.

## Estadísticas de su carrera en la NBA

### Temporada regular
| Año     | Equipo  | PJ  | PT  | MPP  | %TC  | %3P  | %TL  | RPP | APP | ROB | TPP | PPP  |
| ------- | ------- | --- | --- | ---- | ---- | ---- | ---- | --- | --- | --- | --- | ---- |
| 2020-21 | Detroit | 68  | 14  | 21.4 | .553 | .333 | .696 | 6.7 | .9  | .6  | 1.3 | 7.9  |
| 2021-22 | Detroit | 71  | 71  | 25.6 | .510 | .326 | .718 | 8.7 | 1.2 | .3  | 1.1 | 8.3  |
| 2022-23 | Detroit | 50  | 47  | 28.3 | .442 | .327 | .738 | 8.1 | 1.4 | .4  | .7  | 11.3 |
| 2023-24 | Detroit | 46  | 45  | 30.9 | .487 | .383 | .753 | 6.6 | 1.6 | .4  | .8  | 10.9 |
| 2024-25 | Detroit | 72  | 4   | 19.9 | .559 | .321 | .759 | 5.5 | 1.7 | .4  | 1.6 | 6.0  |
| Total   | Total   | 307 | 181 | 24.6 | .507 | .345 | .733 | 7.1 | 1.3 | .4  | 1.1 | 8.6  |

### Playoffs
| Año   | Equipo  | PJ | PT | MPP  | %TC  | %3P | %TL | RPP | APP | ROB | TPP | PPP |
| ----- | ------- | -- | -- | ---- | ---- | --- | --- | --- | --- | --- | --- | --- |
| 2025  | Detroit | 1  | 0  | 19.0 | .500 | —   | —   | 5.0 | 1.0 | .0  | 2.0 | 2.0 |
| Total | Total   | 1  | 0  | 19.0 | .500 | —   | —   | 5.0 | 1.0 | .0  | 2.0 | 2.0 |